# Grundschwingungsgehalt
Der Grundschwingungsgehalt {\displaystyle g} ist der Anteil der Grundschwingung an einem Signal, welches nicht rein sinusförmig ist (zum Beispiel: Rechteck, Dreieck oder andere). Solche Signale kann man anhand der Fourieranalyse in rein sinusförmige Anteile zerlegen. Dieses Frequenzspektrum erhält man zum Beispiel über die Fourier-Transformation.
Der Grundschwingungsgehalt eines Signals ist definiert als:
{\displaystyle g={\frac {I_{S1}}{I_{S}}}={\frac {I_{S1}}{\sqrt {I_{S1}^{2}+I_{S2}^{2}+I_{S3}^{2}+\dots }}}}
mit
- dem Effektivwert {\displaystyle I_{S1}} der Grundschwingung des Signals
- dem Effektivwert {\displaystyle I_{S}} aller Harmonischen
  - der Stromstärke {\displaystyle I} (stattdessen kann hier auch jeweils mit der elektrischen Spannung gerechnet werden).

Zusammenhang mit dem Klirrfaktor k:
{\displaystyle g={\sqrt {1-k^{2}}}}